# Maria Loersch
Maria Loersch (* 2. August 1900 in Saarbrücken; † 2. März 1986 ebenda) war eine deutsche Politikerin (KPD). 

## Leben
Maria Loersch wuchs in Saarbrücken auf und heiratete 1920 den Schlosser Franz Loersch. Aus dieser Ehe gingen drei Kinder hervor. Ihr Ehemann verstarb 1930. Sie trat ein Jahr später in die KPD ein und vertrat die Partei ab 1932 im Saarbrücker Stadtrat. Zudem war sie Leiterin der kommunistischen Frauenorganisation in Saarbrücken. 1934 nahm sie an einem internationalen Frauenkongress in Paris teil. Nach dem Anschluss des Saargebiets an das Deutsche Reich blieb sie zunächst in Saarbrücken, wo sie zusammen mit Käthe Westenburger, Willi Hermann, Otto Johänntgen und anderen Teil eines illegalen KPD-Netzwerks war. Ihre Kinder schickte sie mit Hilfe der Internationalen Arbeiterhilfe ins benachbarte Frankreich. 
Als sie im Mai 1935 erneut zu einem Frauenkongress nach Paris reiste, erfuhr sie von Verhaftungen im Saarland und blieb mit Unterstützung der Roten Hilfe in Frankreich. Im April 1937 wurde sie ausgebürgert. Im März 1941 wurde sie von der Gestapo festgenommen und anschließend zu einer Zuchthausstrafe von vier Jahren verurteilt. Den Großteil ihrer Haftzeit saß sie im Zuchthaus Aichach in Oberbayern ab.